# Andreaea fuegiana
Andreaea fuegiana là một loài rêu trong họ Andreaeaceae. Loài này được Cardot S.W. Greene mô tả khoa học đầu tiên năm 1972.